# Elof Gydal
Elof Ossian Gydal, född 16 april 1905 i Göteborg, död 15 februari 1976 i Stockholm, var en svensk arkitekt.
Gydal, som var son till fruktimportör J.V. Gustafson och Mathilda Mårtensson, utexaminerades från Chalmers tekniska institut 1930. Han bedrev egen arkitekt- och konsultverksamhet 1930–1934, var assistent och småstugechef hos drätselkammaren i Göteborg 1934–1942, förste sektionsingenjör vid Fortifikationsförvaltningen 1942–1947, byråarkitekt och intendent vid Byggnadsstyrelsen 1947–1960, byrådirektör där 1960–1963 och avdelningsdirektör vid Fortifikationsförvaltningen från 1963 fram till pensioneringen. Gydal är begravd på Bromma kyrkogård.